# Sammy McIlroy
Samuel Baxter „Sammy” McIlroy (ur. 2 sierpnia 1954 w Irlandii Północnej) – piłkarz występujący przez większość swojej kariery w Manchester United.
Obecnie jest trenerem w Morecambe występującym w Coca Cola League 2.

## Kariera piłkarska
Pochodzący z Irlandii Północnej McIlroy grał od 1971 do 1982 roku w Manchester United.
Młodego piłkarza wypatrzył Matt Busby. McIlroy był ostatnim piłkarzem jakiego ten szkocki trener dołączył do młodej drużyny „Busby Babes”.
Został nazwany „Następnym George’em Bestem”, w pierwszej drużynie zadebiutował w wieku 17 lat w derbach Manchesteru.
W sezonie 1974-1975 stał się jedną z najważniejszych postaci Manchester United
W 1982 roku został sprzedany do drużyny Stoke City w której grał przez następne cztery sezony. Sammy grał jeszcze w Örgryte IS w 1986 roku, Manchester City w 1986-1987, Bury od 1987-1990 i Preston North End od 1989 do 1990 roku.

## Kariera w reprezentacji kraju
McIlroy rozegrał w reprezentacji 88 meczów, w których strzelił 5 bramek.
Wystąpił na dwóch mistrzostwach świata – w 1982 roku (Irlandia Północna odpadła w ćwierćfinale), oraz w 1986 roku (był wtedy kapitanem drużyny narodowej).

## Kariera trenerska
McIlroy został trenerem Preston North End w 1991 roku.
Następnie trenował Macclesfield Town przez ponad 6 lat, reprezentację Irlandii Północnej przez 3 lata, Stockport County przez rok oraz Morecambe, które trenuje od 2005 roku do dziś.